# VSTM1
VSTM1 (англ. V-set and transmembrane domain containing 1) – білок, який кодується однойменним геном, розташованим у людей на довгому плечі 19-ї хромосоми. Довжина поліпептидного ланцюга білка становить 236 амінокислот, а молекулярна маса — 26 109.
| 10         |  | 20         |  | 30         |  | 40         |  | 50         |
| ---------- |  | ---------- |  | ---------- |  | ---------- |  | ---------- |
| MTAEFLSLLC |  | LGLCLGYEDE |  | KKNEKPPKPS |  | LHAWPSSVVE |  | AESNVTLKCQ |
| AHSQNVTFVL |  | RKVNDSGYKQ |  | EQSSAENEAE |  | FPFTDLKPKD |  | AGRYFCAYKT |
| TASHEWSESS |  | EHLQLVVTDK |  | HDELEAPSMK |  | TDTRTIFVAI |  | FSCISILLLF |
| LSVFIIYRCS |  | QHSSSSEEST |  | KRTSHSKLPE |  | QEAAEADLSN |  | MERVSLSTAD |
| PQGVTYAELS |  | TSALSEAASD |  | TTQEPPGSHE |  | YAALKV     |  |            |

A: Аланін

C: Цистеїн

D: Аспарагінова кислота

E: Глутамінова кислота

F: Фенілаланін

G: Гліцин

H: Гістидин

I: Ізолейцин

K: Лізин

L: Лейцин

M: Метіонін

N: Аспарагін

P: Пролін

Q: Глутамін

R: Аргінін

S: Серин

T: Треонін

V: Валін

W: Триптофан

Кодований геном білок за функцією належить до цитокінів. 
Задіяний у таких біологічних процесах, як імунітет, альтернативний сплайсинг. 
Локалізований у мембрані.
Також секретований назовні.